# Bredbladet sølvblad
Bredbladet sølvblad (Elaeagnus commutata) er en løvfældende busk med en opret vækst. Blomsterne søges meget af bier, og fugle holder meget af bærrene.

## Beskrivelse
Barken er først brun med bronzefarvede hår. Senere bliver den mere glat og grå. Til sidst kan den sprække op og blive furet. Knopperne er spredte og ægformede dækket af bronzefarvede hår. Bladene er ægformede og helrandede. Oversiden er grågrøn og glat, mens undersiden er sølvgrå af hvide hår. Blomsterne sidder 3-4 sammen i små stande ved bladhjørnerne ud langs hele skuddet. De enkelte blomster er gule med sølvgrå yderside og stærkt duftende. Frugterne er ægformede, melede, men spiselige, stenfrugter. Frøene modner godt og spirer villigt i Danmark.
Rodnettet består af højtliggende, tykke hovedrødder med ganske få siderødder. Planten danner mange rodskud. Sølvblad har samliv med en art Strålesvamp, som sætter den i stand til at udnytte luftens kvælstof.
Højde x bredde og årlig tilvækst: 3 x 3 m (50 x 50 cm/år).

## Hjemsted
Bredbladet sølvblad gror på lysåbne voksesteder i USA og Canada. Det kan være veldrænede lavninger og langs flodbredder, på nordvestvendte skråninger og i skovbryn, hvor den findes sammen med bl.a. amerikansk blomme, Crataegus chrysocarpa, ellebladet bærmispel, Shepherdia argentea og virginsk hæg.
| Portal | Portal:Botanik |